# 蒙特婁市旗
蒙特婁市旗啟用於1935年5月，其設計基於蒙特婁市徽。蒙特婁市旗在1939年和2017年9月進行了修改，長寬比是1:2，呈對稱十字形。2017年，蒙特婁市旗中央加入了象徵原住民的白松圖案。

## 外部連結
- 世界旗帜网（FOTW）的Montreal